# Милан Аранђеловић
Милан Аранђеловић (Смедерево, 1981), познат и под псеудонимом Невероватни Мики, српски је новинар, писац научне фантастике и књижевни критичар. Пише приказе књига за часопис Оптимист.

## Дела

### Романи
- Лабудолики паунови морају умрети (2014, Еверест медиа, Београд)[4]
- Балада меда и крви (2016, Отворена књига, Београд)[5]
- У.С.А. Уједињена Сахара Африке (2019, Еверест медиа, Београд)
- Сањају ли андроиди радничка права (2021, Регионални инфо центар)[6]
- Човек који је убио председника (2024, Службени гласник)[7]

### Антологије
Као уредник приредио је следеће збирке приповедака
- Имам нешто да ти кажем : Повратак из Бризбејна и друге приче (2017)
- Писмо за Естебана и друге приче (2020)
- Нико више не иде у рај и друге приче (2021)
- Рутава Мара и друге приче (2022)
- Српско национално биће и друге приче (2023)
- Балетске ноге и друге приче (2024)